# Требичино
Требичино (на македонска литературна норма: Требичино) е село в община Василево на Северна Македония.

## География
Селото е разположено северозападно от Струмица, в планината Смърдеш.

## История
През XIX век селото е чисто българско. В „Етнография на вилаетите Адрианопол, Монастир и Салоника“, издадена в Константинопол в 1878 година и отразяваща статистиката на населението от 1873 година, Требичино (Trébitchino) е посочено като село с 12 домакинства, като жителите му са 38 българи. Според статистиката на Васил Кънчов („Македония. Етнография и статистика“) от 1900 година Трибичено е населявано от 84 жители, всички българи християни.
В началото на XX век цялото село е под върховенството на Българската екзархия. По данни на секретаря на екзархията Димитър Мишев („La Macédoine et sa Population Chrétienne“) през 1905 година в Трибичино има 96 българи екзархисти.
При избухването на Балканската война един човек от Требичино е доброволец в Македоно-одринското опълчение. Селото е освободено от османска власт от четите на Михаил Думбалаков и Кочо Хаджиманов. След Междусъюзническата война селото попада в Сърбия.
Според преброяването от 2002 година селото има 19 жители, всички македонци. Преброяването през 2021 отчита селото като обезлюдено, но на изборите през 2019 в селото са регистрирани 13 души.

## Личности
Родени в Требичино
- Панде Костадинов Каламерников (1881 – след 1943), македоно-одрински опълченец, 4-та рота на 13-а кукушка дружина; на 28 март 1943 година, на 62 години, като жител на Струмица, подава молба за българска народна пенсия, която е одобрена и пенсията е отпусната от Министерския съвет на Царство България[9]
- Пантелей Атанасов, македоно-одрински опълченец, чета на Тодор Александров[10]

Починали в Требичино
- Петар Гавалянов (1920 – 1944), югославски партизанин, Струмишки партизански отряд[11]